# Jerzy Błoszyk
Jerzy Błoszyk – polski biolog, prof. dr hab. nauk biologicznych, profesor zwyczajny Instytutu Biologii Środowiska i Zbiorów Przyrodniczych Wydziału Biologii Uniwersytetu im. Adama Mickiewicza w Poznaniu.

## Życiorys
W 1977 ukończył studia biologiczne na Uniwersytecie im. Adama Mickiewicza w Poznaniu, 23 czerwca 1983 obronił pracę doktorską Uropodina Polski (Acari, Masostigmata), 27 marca 2000 habilitował się na podstawie oceny dorobku naukowego i pracy zatytułowanej Geograficzne i ekologiczne zróżnicowanie zgrupowań roztoczy z kohorty Uropodina (Acari: Mesotigmata) w Polsce. I. Uropodine lasów grądowych (Carpinion Betuli). 14 kwietnia 2008 nadano mu tytuł profesora w zakresie nauk biologicznych.
Objął funkcję profesora zwyczajnego w Instytucie Biologii Środowiska i Zbiorów Przyrodniczych na Wydziale Biologii Uniwersytetu im. Adama Mickiewicza w Poznaniu, a także członka Zespołu Nauk Przyrodniczych oraz Rolniczych, Leśnych i Weterynaryjnych Polskiej Komisji Akredytacyjnej.
Jest kierownikiem Zbiorów Przyrodniczych, oraz piastował stanowisko prodziekana na Wydziale Biologii Uniwersytetu im. Adama Mickiewicza w Poznaniu.

## Publikacje
- Two New Species of the Genus Cilliba Heyden (Acari: Uropodina) in Poland[1]
- 2005: Nests of the white stork Ciconia ciconia (L.) as habitat for mesostigmatic mites (Acari: Mesostigmata)[1]
- 2005: Centipede communities in oak-hornbeam forests of different ages and explotation i Wielkopolska (Poland)[1]
- 2008: Abundance and diversity of soil microarthropod communities related to different land use regime in a traditional farm in western Norway[1]
- 2009: Diflubenzuron inhibits reproduction of different strains of Drosophila melanogaster[1]
- 2009: Nest of the black stork Ciconia nigra as a habitat for mesostigmatid mites (Acari: Mesostigmata)[1]